# Narodna Odbrana

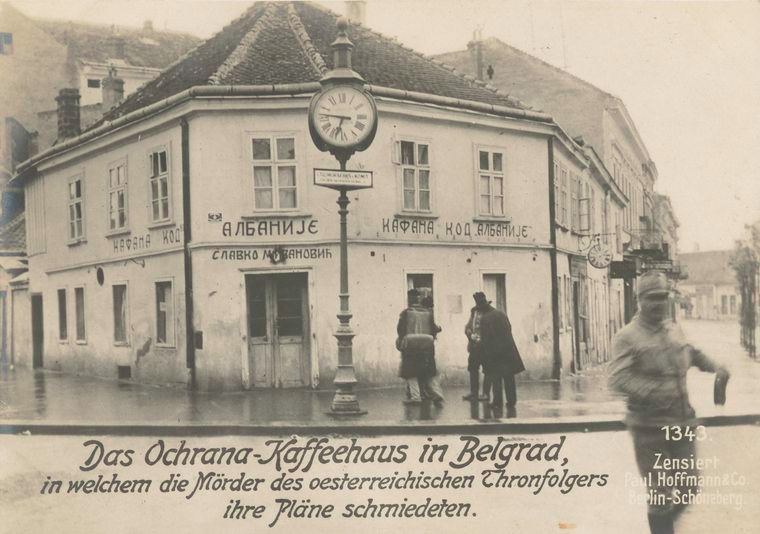
Das Kaffeehaus Kod Albanije in Belgrad, 1914 ein Treffpunkt von Verschwörern?

Narodna Odbrana (serbisch-kyrillisch Народна одбрана, wörtlich „Volksschutz“) war eine serbische nationalistische Organisation, die um 1908 als Reaktion auf die Annexion der bis dahin völkerrechtlich zum Osmanischen Reich gehörigen Gebiete von Bosnien und Herzegowina durch Österreich-Ungarn im Jahr 1908 gegründet wurde. Ziel war der Schutz der ethnischen Serben in den nun zu Österreich-Ungarn gehörenden Gebieten. Die Organisation verfolgte ihre Ziele öffentlich durch Propaganda wie auch im Geheimen durch Gründung paramilitärischer bewaffneter Gruppen und die Errichtung eines Spionagenetzwerks, entlang der Grenzen zu Österreich-Ungarn. Sie propagierte großserbisches Gedankengut bzw. ein Großserbisches Reich und operierte außerdem unter dem Denkmantel einer Jugendorganisation. Führender Kopf der Narodna Odbrana, war Major Vojislav Tankosić, welcher auch für die Ausbildung der Rekruten verantwortlich war. Sitz der Organisation war in Belgrad.
Als Serbien am 31. März 1909 auf die Ansprüche gegenüber Bosnien und Herzegowina verzichtet, wurde die Narodna Odbrana in eine friedliche, eher gemeinnützige Organisation umgewandelt, die sich nach außen hin gänzlich darauf beschränkte serbisch-nationalistische Propaganda unter Jugendlichen zu verteilen. Dabei arbeitete sie mit Turnvereinen und anderen Gruppierungen zusammen, wie z. B. der Prosveta und Prirednik.
Beziehungen über gemeinsame Mitglieder bestanden zu dem Geheimbund Schwarze Hand, aus dessen Reihen sich die Attentäter von Sarajevo rekrutierten. 1913 fiel die Organisation dann schlussendlich komplett unter die Kontrolle der Schwarzen Hand. Zu dieser Zeit war der bekannte, serbische Geheimdienstler und Militär Apis führendes Mitglied. Während der Julikrise nach dem Attentat von Sarajevo 1914 ging die österreichisch-ungarische Regierung im Ultimatum an Serbien offiziell von einer Beteiligung der Narodna Odbrana am Attentat aus:

„Es erhellt aus den Aussagen und Geständnissen der verbrecherischen Urheber des Attentates vom 28. Juni, daß der Mord von Sarajevo in Belgrad ausgeheckt wurde, daß die Mörder die Waffen und Bomben, mit denen sie ausgestattet waren, von serbischen Offizieren und Beamten erhielten, die der "Narodna Odbrana" angehörten, und daß schließlich die Beförderung der Verbrecher und deren Waffen nach Bosnien von leitenden serbischen Grenzorganen veranstaltet und durchgeführt wurde.“

Dieser Verdacht ließ sich jedoch nicht erhärten.
Zu den Gründern und bekannten Mitgliedern der Narodna Odbrana zählten
- Jovan Dučić
- Branislav Nušić

## Belege
1. ↑  Schreiben Graf Berchtolds an Freiherrn von Giesl in Belgrad (Ultimatum an Serbien)